# 1980年のバレーボール
1980年のバレーボール（1980ねんのバレーボール）では、1980年（昭和55年）のバレーボール関連の出来事をまとめる。

## できごと
- 4月 - モスクワ五輪バレーボールを題材にした日ソ合作フィクション映画「甦れ魔女」が公開。
- 11月 - 日立佐和バレーボールチームが創設。
- 12月 - 日立バレー部の中田久美が、当時史上最年少の16歳3ヶ月で日本リーグ（現・Vリーグ）デビュー（その後、2007年に堀口夏実が15歳4ヶ月で、2009年に宮下遥が15歳2ヶ月で記録更新）。
- ユーザック電子工業バレーボール部（現・PFUブルーキャッツ）が創部。
- アーネムパラリンピックで、シッティングバレーボール男子の部がパラリンピックの正式種目になった。
- FIVB加盟（その18） - アフガニスタン、イギリス領ヴァージン諸島、キプロス、ニカラグア、ネパール、パレスチナの6カ国。

## 国際大会
- モスクワ五輪
  - 男子
    - 金メダル： ソビエト連邦
    - 銀メダル： ブルガリア
    - 銅メダル： ルーマニア

  - 女子
    - 金メダル： ソビエト連邦
    - 銀メダル： 東ドイツ
    - 銅メダル： ブルガリア

## 国内大会

### 日本
- 第13回日本リーグ
  - 男子
    - 1位：新日本製鉄（10勝）
    - 2位：富士フイルム（6勝4敗）
    - 3位：専売広島（6勝4敗）
    - MVP：田中幹保

  - 女子
    - 1位：ユニチカ（9勝1敗）
    - 2位：カネボウ（7勝3敗）
    - 3位：日本電気（7勝3敗）
    - MVP：横山樹理

- 第29回全日本都市対抗
  - 男子
    - 1位：新日鉄
    - 2位：上海市排球団
    - 3位：サントリー、専売広島

  - 女子
    - 1位：米国コロラドスプリング市
    - 2位：ユニチカ
    - 3位：富士フイルム、東洋紡守口

## 誕生
1月
- 1月4日 - ミレナ・ロスネル
- 1月26日 - フィル・ダルハウザー

2月
- 2月5日 - 今井啓介
- 2月8日 - 上田剛史

3月
- 3月6日 - 丹山禎昭
- 3月7日 - ファビアナ・オリベイラ
- 3月10日 - 高橋翠（現: 羽根翠）
- 3月12日 - アンドレイ・ジェコフ
- 3月14日 - 掛川厚志
- 3月21日 - 楊昊
- 3月23日 - エリカ・コインブラ
- 3月29日 - ナタリア・ルイコワ

4月
- 4月5日 - 内冨寛法

5月
- 5月9日 - デニス・オンソム
- 5月14日 - 中島美菜子
- 5月26日 - パオロ・コッツィ

6月
- 6月11日 - 日高誠
- 6月17日 - アナパウラ・ロペス・フェレイラ
- 6月20日 - 若浦貴子

7月
- 7月16日 - 高橋慎治
- 7月18日 - 盛重龍
- 7月22日 - 朝長孝介
- 7月30日 - サラ・アンツァネッロ

8月
- 8月8日 - 加藤理絵
- 8月20日 - 興梠龍司

9月
- 9月11日 - アレクサンドル・コルネーエフ
- 9月22日 - 浦辺真希
- 9月25日 - 小山修加
- 9月26日 - イゴール・オムルチェン
- 9月30日 - ダンテ・アマラウ

10月
- 10月17日 - エカテリーナ・ガモワ
- 10月20日 - 山村宏太

11月
- 11月4日 - 内藤香菜子
- 11月7日 - ハイーネ・スタエレンス
- 11月14日 - 濱島哲也

12月
- 12月5日 - ギュルデン・カナラル
- 12月20日 - 吉田あい
- 12月22日 - 浦田聖子